# 西斯旺齊 (新罕布什爾州)
西斯旺齊（英語：West Swanzey）是位於美國新罕布什爾州切希爾縣的普查規定居民點。

## 人口
根據2020年美國人口普查的數據，西斯旺齊的面積為6.73平方千米，當中陸地面積為6.68平方千米，而水域面積為0.05平方千米。當地共有人口1281人，而人口密度為每平方千米190.34人。